# Mats Grupe
Mats Grupe (* 10. Mai 2003 in Weinheim) ist ein deutscher Handballspieler. Der Torwart spielt für die Eulen Ludwigshafen (TSG Friesenheim) in der 2. Bundesliga und war Junioren-Nationalspieler.

## Karriere

### Im Verein
Mats Grupe wuchs in einer Handballfamilie auf, sein Vater Jochen Grupe war ein erfolgreicher Handballspieler und Trainer. Seine Mutter Meike Grupe spielte in der Handball-Bundesliga (TSG Ketsch) und gewann mit dem TuS Alstertal zweimal die Deutsche Meisterschaft der weiblichen A-Jugend. Der ein Jahr jüngere Bruder Magnus Grupe spielte bisher immer mit Mats zeitgleich in denselben Vereinen.
Mats Grupe begann bei den Minis der SG Leutershausen und wechselte im Alter von 9 Jahren zur HSG Weinheim/Oberflockenbach. Im Juli 2017 erfolgte der Wechsel zur C-Jugend der Rhein-Neckar-Löwen, wo er der C1-Jugend die Badenliga und den Baden-Württemberg-Pokal gewann. Die erste B-Jugend-Saison 2018/19 beendeten die Junglöwen auf dem 3. Platz der Oberliga Baden-Württemberg und verpassten damit die Qualifikation für die Deutsche B-Jugend-Meisterschaft. Erfolgreicher verlief die zweite B-Jugend Saison 2019/20 mit dem Gewinn der Oberliga. Die Saison musste kurz vor Saisonende aufgrund der Corona-Pandemie abgebrochen werden und eine Deutsche Meisterschaft wurde nicht ausgetragen.
Die Pandemie beeinträchtigte auch die erste A-Jugend-(U19-)Saison 2020/21 in der Jugend-Handball-Bundesliga (JBLH), welche unterbrochen und verkürzt werden musste. Eine Finalrunde zur Deutschen A-Jugend-Meisterschaft fand aber wieder statt, in der die Junglöwen im Halbfinale gegen den TSV Bayer Dormagen ausschieden. In der ersten wieder vollständigen Saison 2021/22 gewann Mats Grupe mit dem U19-Team die Deutsche A-Jugend-Meisterschaft im Finale gegen die Füchse Berlin. Außerdem spielte er in dieser Saison auch viele Einsätze bei den Rhein-Neckar-Löwen II und gewann mit der zweiten Mannschaft den Meistertitel in der 3. Liga, Staffel F.
Am 21. Juni 2021 feierte Grupe sein Debüt in der 1. Bundesliga beim 31:22-Heimspiel-Sieg gegen die MT Melsungen. Auch in den folgenden Saisons 2021/22 und 2022/23 folgen weitere vereinzelte Einsätze in der ersten Mannschaft der Rhein-Neckar-Löwen. In der Saison 2022/23 war er der Stammtorhüter in der zweiten Mannschaft in der 3. Liga. Mitte Februar 2023 erhielt er zusätzlich ein Zweitspielrecht bei den Eulen Ludwigshafen, zu denen er ab der Saison 2023/24 komplett wechselte. Aufgrund seiner guten Leistungen wurde der Vertrag bei den Eulen im März 2024 vorzeitig bis 2027 verlängert.

### In der Nationalmannschaft
Im Juli 2019 kam Mats Grupe zu seinen ersten Einsätzen in der U17-Nationalmannschaft bei zwei Testspielen gegen Frankreich im Rahmen des Deutsch-Französischen Jugendwerks. In den Saisons 2019/20 und 2020/21 gab es aufgrund der Corona-Pandemie nur sehr wenig Länderspiele. Grupe absolvierte weitere 5 Einsätze in der U18 und 2 Einsätze in der U19, welche beide jeweils mit dem Gewinn des traditionellen Merzig-Cups endeten.
Mit der U20-Nationalmannschaft nahm er im Juli 2022 an der U20-Europameisterschaft in Portugal teil, bei der das Team den 7. Platz belegte.

## Sonstiges
Mats Grupe begann neben dem Profi-Handball ein Studium im Fach Wirtschaftspädagogik an der Universität Mannheim, für das er ein Spitzensport-Stipendium der Metropolregion Rhein-Neckar erhielt.

## Erfolge
- 2022: Deutscher A-Jugend-Meister mit der U19 der Rhein-Neckar-Löwen
- 2022: Meister in der 3. Liga, Staffel F, mit den Rhein-Neckar-Löwen II